# San Pedro Bautista

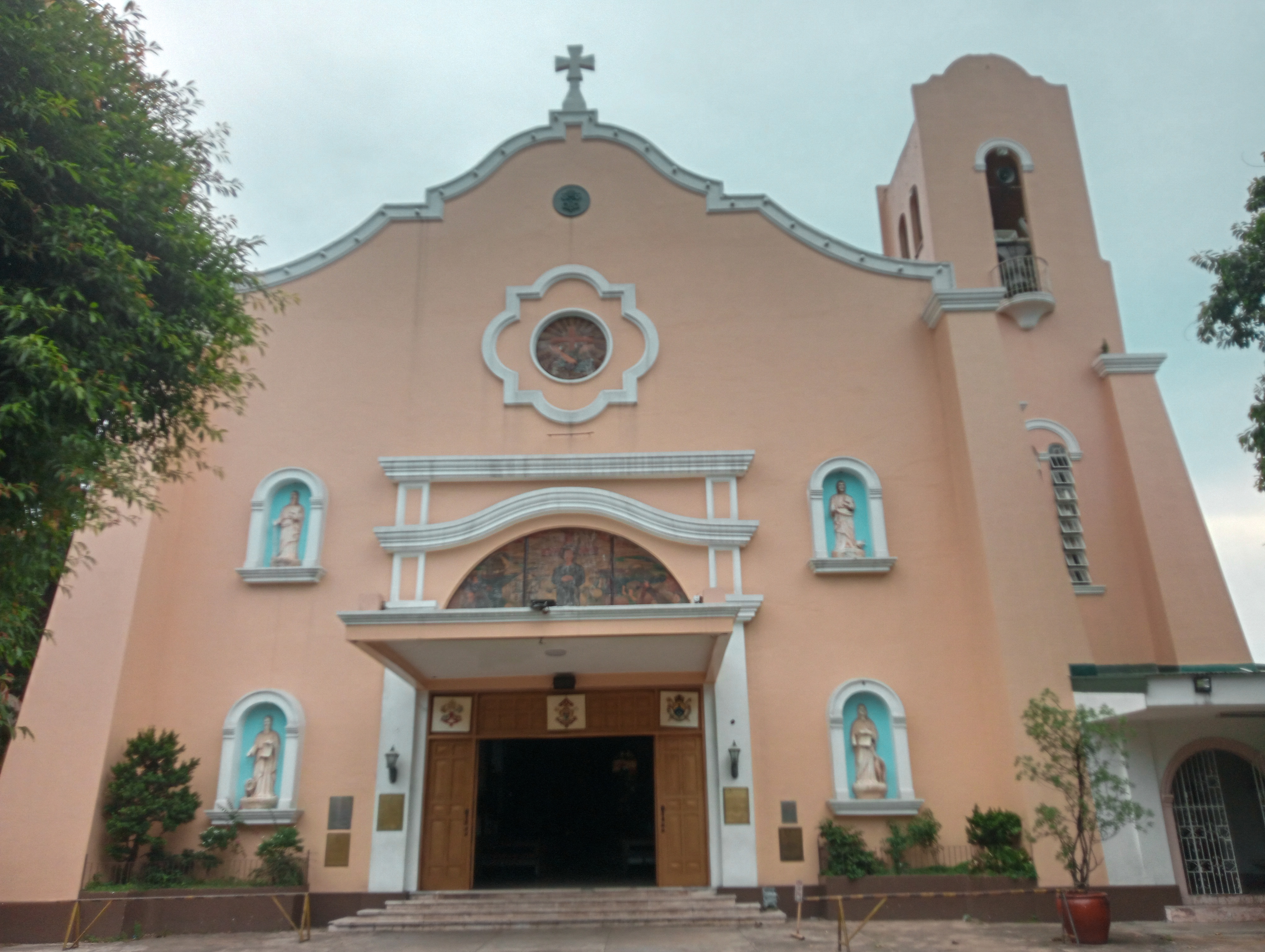
San Pedro Bautista (2024)

Das Heiligtum San Pedro Bautista (Filipino Dambana ni San Pedro Bautista, spanisch Sanctuario de San Pedro Bautista) ist eine römisch-katholische Kirche im Stadtteil San Francisco del Monte von Quezon-Stadt, Philippinen. Die Pfarrkirche ist ein Diözesanheiligtum des Bistums Cubao und trägt den Titel einer Basilica minor. Die von den Franziskanern betreute Kirche wurde ursprünglich 1590 als Kapelle von ihrem heutigen Schutzpatron Pedro Bautista erbaut, einem spanischen Missionar, der 1597 in Japan als einer der 26 Märtyrer von Nagasaki starb.

## Geschichte

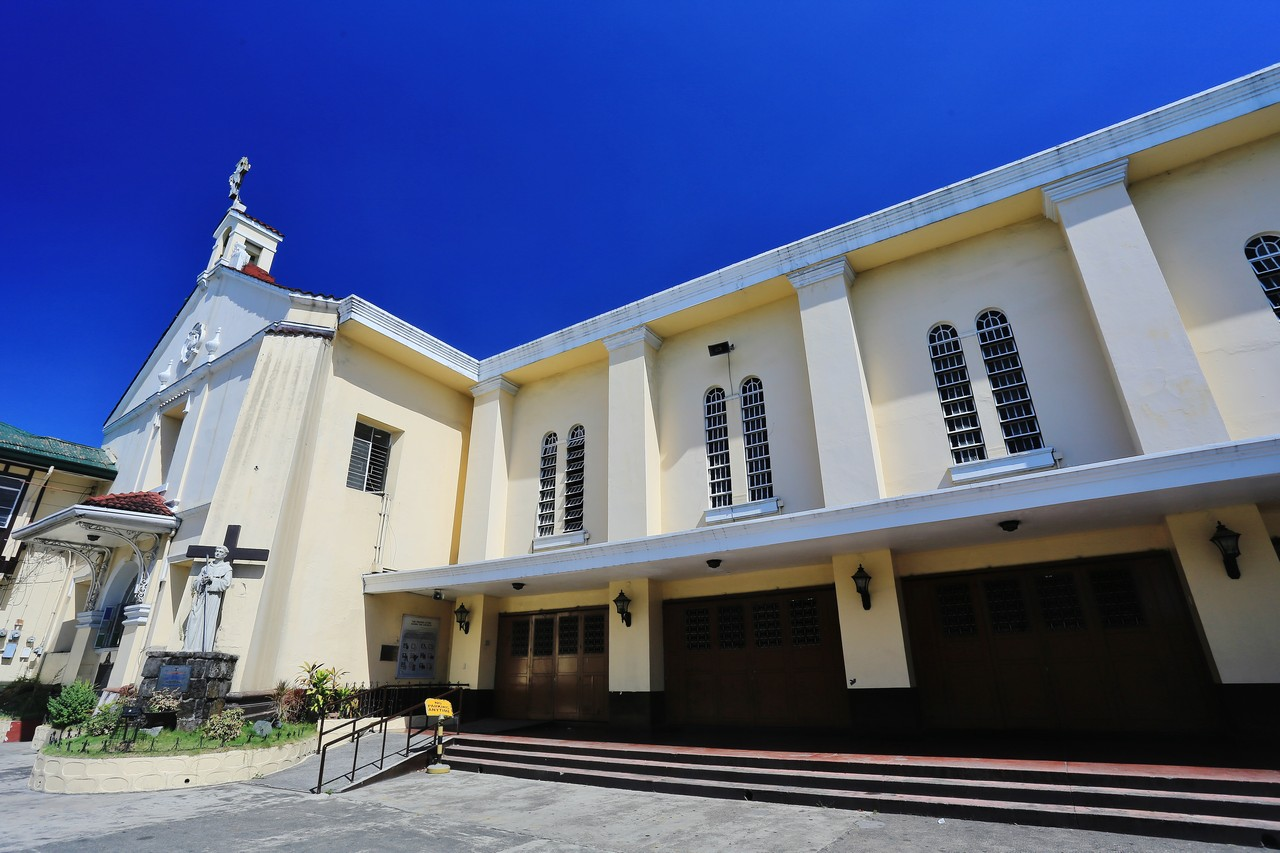
Seitenansicht mit der alten Hauptfassade

Pedro Bautista Blásquez gründete als Kustos der Franziskaner einen abgelegenen Erholungsort für die Missionare. Im hügeligen und bewaldeten Gebiet erhielt er von Generalgouverneur Santiago de Vera am 17. Februar 1590 eine Fläche von 250 ha Land zur Verfügung gestellt, auf dem er ein kleines Kloster mit einer Bambuskapelle baute, die er Unserer Lieben Frau von Montecelli widmete. Die Kapelle wurde 1591 durch eine Holzkonstruktion und 1599 durch einen Lehmziegelbau ersetzt. Dieser Bau wurde während des von Limahongan geführten Aufstandes 1639 zerstört, als die chinesischen Rebellen die Kirche als Hauptquartier nutzten. Das Erdbeben von 1645 zerstörte die Kirche und das Kloster vollständig, worauf sie 39 Jahre lang verlassen blieben.
Der Bau des Kerns der heutigen Kirche wurde 1699 unter der Aufsicht von Francisco de Mondéjar und dank der wirtschaftlichen Unterstützung von Don Toms de Endaya abgeschlossen, sie erhielt barocke Altäre. Neben der Kirche wurde auch das Kloster wiederaufgebaut. Die Kirche wurde Pedro Bautista und den weiteren Märtyrern gewidmet, die 1627 von Papst Urban VIII. seliggesprochen worden waren. Sie wurden am 8. Juni 1862 von Papst Pius IX. heiliggesprochen.
Die Kirche wurde 1895 von den Mönchen bereits kurz vor der philippinischen Revolution verlassen und im darauffolgenden Jahr von philippinischen Revolutionstruppen besetzt. Danach besetzten 1898 amerikanische Soldaten während des Philippinisch-Amerikanischen Krieges die Kirche. Nach den Reparaturen 1912 wurde die Kirche 1914 mit einem Stadtfest zu Ehren von San Pedro Bautista neu geweiht. 1932 wurde sie zur Pfarrkirche erhoben.

## Kirchenerweiterung

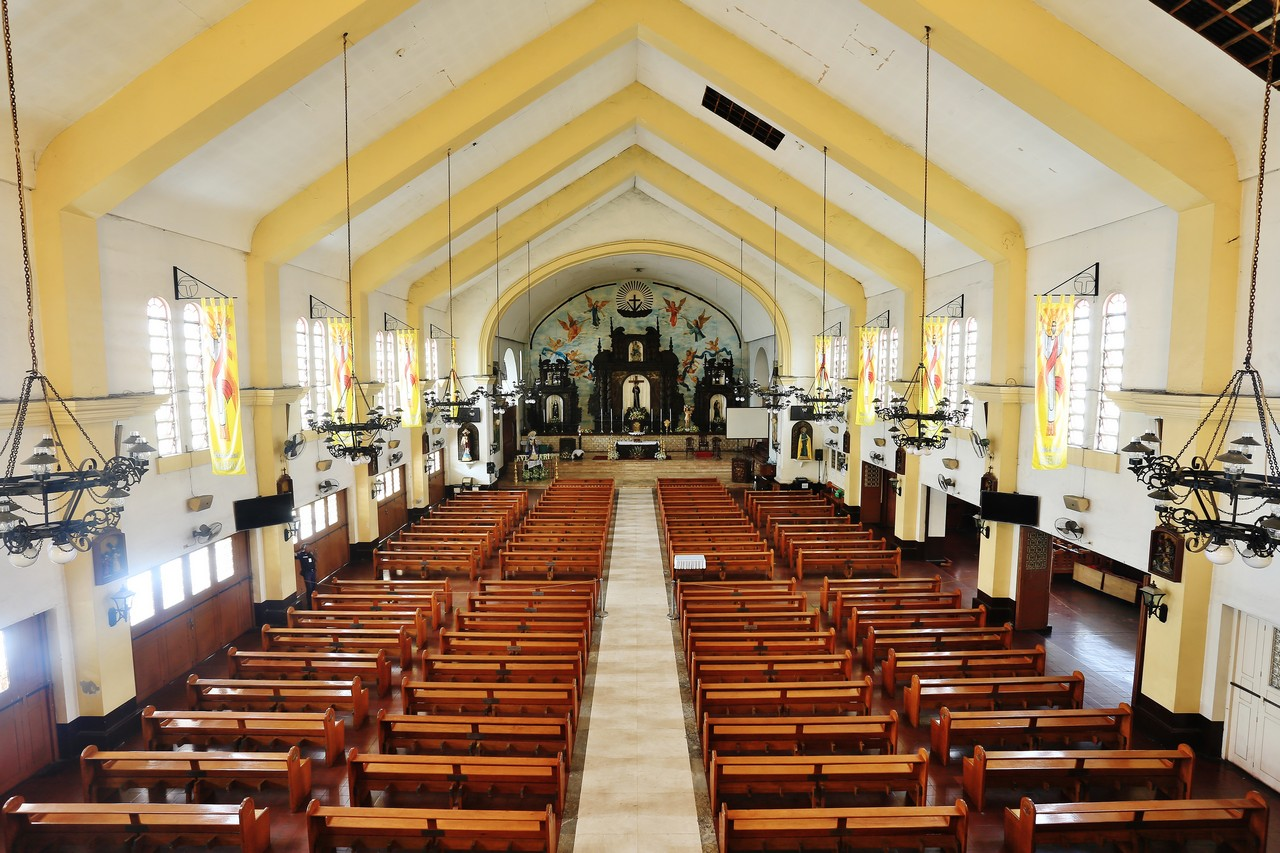
Innenraum

In den 1970er Jahren, als die Gemeindebevölkerung zunahm, wurde der Bau einer größeren Kirche notwendig. Die ursprüngliche Kirche wurde vergrößert, indem die nordöstliche Seitenwand entfernt und dort das neue Langhaus im spanischen Missionsstil angebaut wurde, wodurch die Form einer Taukreuzkirche mit der alten Kirche als Kopf entstand. Die ursprüngliche Kirche wurde zum Altarraum, während die ursprüngliche Fassade und die Apsis als Seiten des heutigen Querschiffs erhalten blieben. 1989 wurden die zwischenzeitlich als Seitenaltäre verwendeten Barockaltäre rechtzeitig zur Feier des 400. Jahrestages der Gründung von San Francisco del Monte am 17. Februar 1990 in das Hauptheiligtum verlegt. 1997 wurden aus Anlass des 400-jährigen Martyriums zwei Wandmalereien zum Leben Pedro Bautista geschaffen.
Die Kirche wurde 2001 zum Heiligtum des Erzbistums Manila erklärt, bevor sie 2003 zum Bistum Cubao kam. Im Juli 2020 erhob Papst Franziskus die Kirche in den Rang einer Basilica minor.